# ČD-Baureihe 660
Die Fahrzeuge der ČD-Baureihe 660 sind elektrische Triebzüge des tschechischen Eisenbahnverkehrsunternehmens České dráhy (ČD) für den nationalen Fernverkehr. Sie entsprechen dem Typ 7Ev des tschechischen Herstellers Škoda. Vom Hersteller und der ČD werden sie als InterPanter vermarktet.

## Geschichte
Im innertschechischen Fernverkehr auf den elektrifizierten Hauptbahnen wurden bislang alle Schnellzüge mit lokomotivbespannten Garnituren gefahren, deren Wagenpark zumeist aus den 1970er Jahren stammte. Zur Ablösung dieser überalterten Züge gab es seitens der ČD nach 2000 Überlegungen, neue Triebzüge zu beschaffen. Geplant war zunächst die Beschaffung von Doppelstocktriebwagen der Baureihe 675, die auf den Zügen der Reihe 471 basieren sollten. Finanzielle Gründe verhinderten die Realisierung.

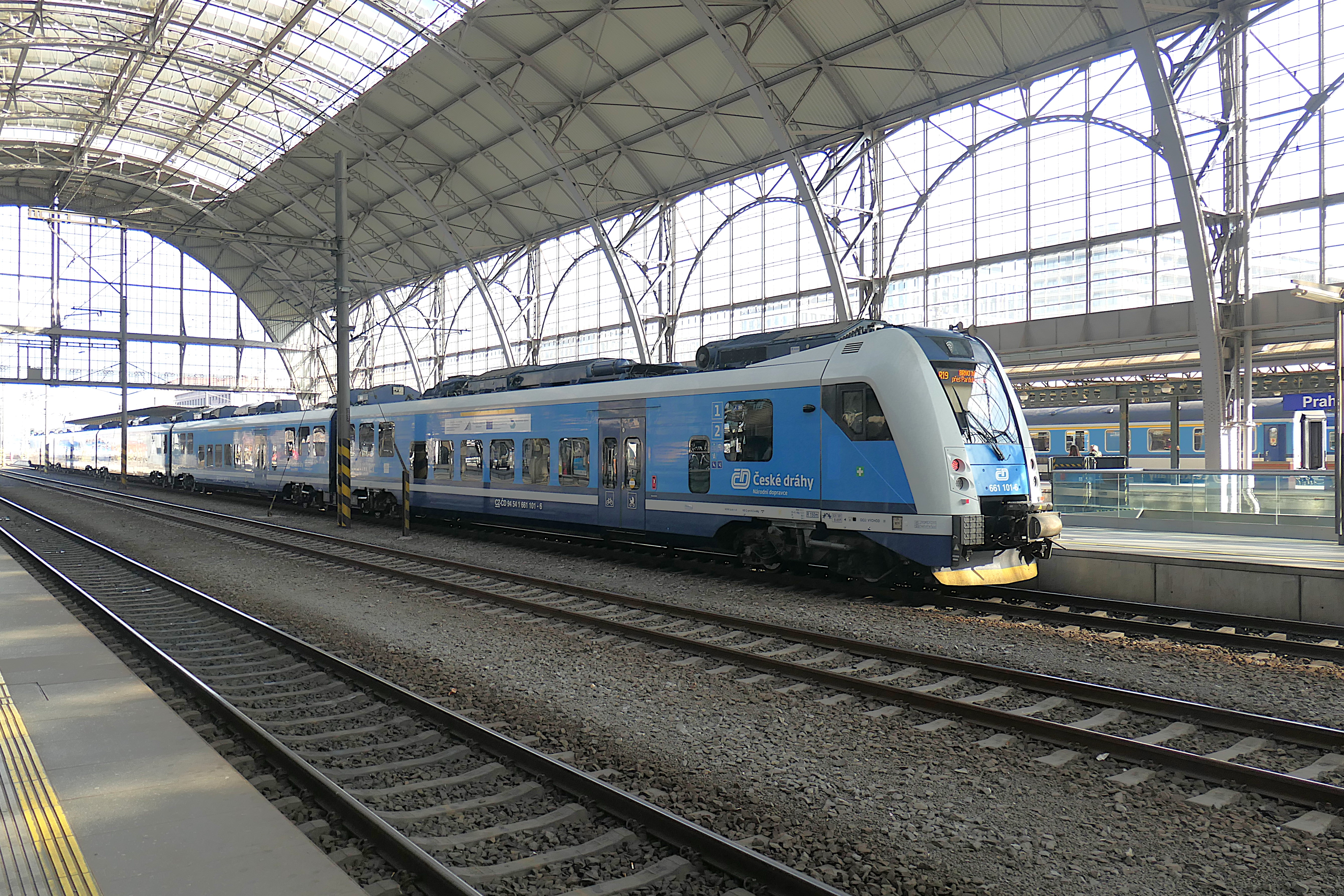
Inter Panter 661 101 als Schnellzug nach Brno hlavní nádraží in Praha hlavní nádraží

Im August 2014 schlossen ČD und Škoda einen Vertrag zur Lieferung von 14 einstöckigen elektrischen Triebzügen im Gesamtwert von 2,6 Milliarden Kronen, die konstruktiv auf den bewährten Zügen des Typs 7Ev „RegioPanter“ (ČD-Baureihen 440, 640 und 650) basieren. Zehn Züge wurden fünfteilig mit 350 Sitzplätzen und vier Züge dreiteilig mit 200 Sitzplätzen konfiguriert. Die Fahrzeuge wurden in den Jahren 2015 und 2016 ausgeliefert.
Am 25. Juni 2015 wurde der neue Zug auf dem Versuchsring Velim bei einer Pressekonferenz der Öffentlichkeit präsentiert. ČD und Škoda tauften den Zug dort auf den Namen „InterPanter“. Dieser Name wurde aus 5097 Vorschlägen ausgewählt, die auf einen ausgelobten Wettbewerb eingingen. Der Sieger und neun weitere Teilnehmer mit den bestplatzierten Vorschlägen wurden von den ČD für ihre Teilnahme mit einer Netzfahrkarte für ein Jahr ausgezeichnet.
Am 4. November 2015 begann mit zwei fünfteiligen Einheiten der fahrplanmäßige Einsatz auf der Linie R 13 Olomouc – Přerov – Otrokovice – Břeclav – Brno. Seit dem 27. Januar 2016 verkehren die Züge auch auf der Linie R 19 Praha – Pardubice – Česká Třebová – Svitavy – Blansko – Brno. Die dreiteiligen Einheiten werden gebildet aus den Einzelwagen 660.0, 662.0 und 661.0, die fünfteiligen Einheiten werden aus den Einzelwagen 660.1, 662.1, 064.1, 662.2 und 661.1 zusammengesetzt. Einzelwagen mit einem Abteil 1. Klasse sind gekennzeichnet mit den Bezeichnungen 662 und 661.
Nach einer Ankündigung im April 2016 sollen die Züge mit ETCS ausgerüstet werden.